# Terry McAskell
Terence Raymond „Terry” McAskell (ur. 9 stycznia 1944) – australijski hokeista na trawie, olimpijczyk.
Reprezentował Australię na Letnich Igrzyskach Olimpijskich 1972, które odbyły się w Monachium, zajmując 5. miejsce.